# Tim Feehan
Tim Feehan (Edmonton, 1957) è un cantante e compositore canadese.
Recentemente si dedica anche alla produzione discografica.

## Biografia
Tim Feehan iniziò la sua carriera musicale nel 1980 cantando per una band fondata con compagni di college, i Footloose. Una delle canzoni composte con questo progetto, dal titolo Leaving for Maui, entrò nelle classifiche canadesi e divenne la canzone più richiesta dell'anno nelle Hawaii.
Nel 1986 Tim si iscrisse e vinse una competizione musicale sponsorizzata dal produttore discografico David Foster (Céline Dion, Whitney Houston), la quale gli assicurò la pubblicazione del suo primo disco solista, l'omonimo Tim Feehan, pubblicato nel 1987 e vincitore di cinque premi A.R.I.A. (Alberta Recording Industry Association) tra cui "Best Pop Performance" e "Producer of the Year". Tim vinse anche il premio della Canadian Academy of Arts & Sciences Juno Award come "Most Promising Male Vocalist".
Sul finire degli anni ottanta, Tim firmò per la MCA records e pubblicò Full Contact, contenente collaborazioni con compositori quali Bruce Gaitsch, Gene Black e Marc Jordan, e musicisti come Randy Jackson e Richard Marx.
Nei primi anni novanta, Tim prese parte a collaborazioni con il David Foster All-Star World Tour assieme a Lee Ritenour, Nathan East e Vinnie Caliauta. Nel 1996 pubblicò un nuovo album, a titolo Pray for Rain, e compose il brano The Color of Silence per la cantante Tiffany. Lavorò anche con Brian McKnight, Boys II Men, Bone Thugs N Harmony e Sergio Vallin del supergruppo messicano Mana, e partecipò in canzoni di diversi artisti, tra cui Krayzie Bone, Eddie Money e Kina.
Apparve e contribuì anche a numerose serie TV quali Desperate Housewives, Brothers & Sisters, My Name Is Earl, Ugly Betty, The Good Wife, Boston Legal, Dexter, Las Vegas, The Hills, Entourage, The City, One Tree Hill, Norbit, Greek - La confraternita, Numb3rs.

## Discografia

### Album
- Footloose - 1980
- Sneak Preview - 1981
- Carmalita - 1983
- Tim Feehan - 1987
- Full Contact - 1990
- Pray for Rain - 1996
- Tracks I Forgot About - 2003

### Singoli
- "Leaving for Maui" (nei Footloose) - 1980
- "Jamie" (nei Footloose) - 1980
- "Never Say Die" (duetto con Vikki Moss) - 1983
- "Carmalita" - 1983
- "Read Between the Lines" - 1984
- "Where's the Fire" - 1987
- "Listen for the Heartbeat" - 1987
- "Mean Streak" - 1988
- "Landslide" - 1988
- "Dirty Love" - 1989
- "Heart in Pieces" - 1990
- "Look Before You Leap" - 1990
- "Dive" - 1990